# Allegretto Nuzi
Allegretto Nuzi (circa 1315–1373) was een Italiaanse kunstschilder uit de stad Fabriano. Hij was een van de belangrijkste exponenten van de lokale 14e-eeuwse school in de regio Marche. Hij hield zich vooral bezig met het maken van fresco's en altaarstukken voor kerken en kloosters. Zijn werk was beïnvloed door tijdgenoten als de Florentijnse schilder Bernardo Daddi en door Ambrogio Lorenzetti uit Siena. Zijn kunst is vooral decoratief van aard.
Zijn kunst is onder andere te zien in de San Domenico in Siena en in de kathedraal van Fabriano. In deze kathedraal bevindt zich een reeks expressieve fresco's.

## Trivia
Op 24 februari 2008 werd door het veilinghuis Philip Weisse Auctions het paneel Het martelaarschap van de heilige Blasius verkocht voor $ 295.000. Het paneel behoorde tot een Toscaans altaar en was jaren vermist. Het stond lange tijd gedocumenteerd als "homeless".

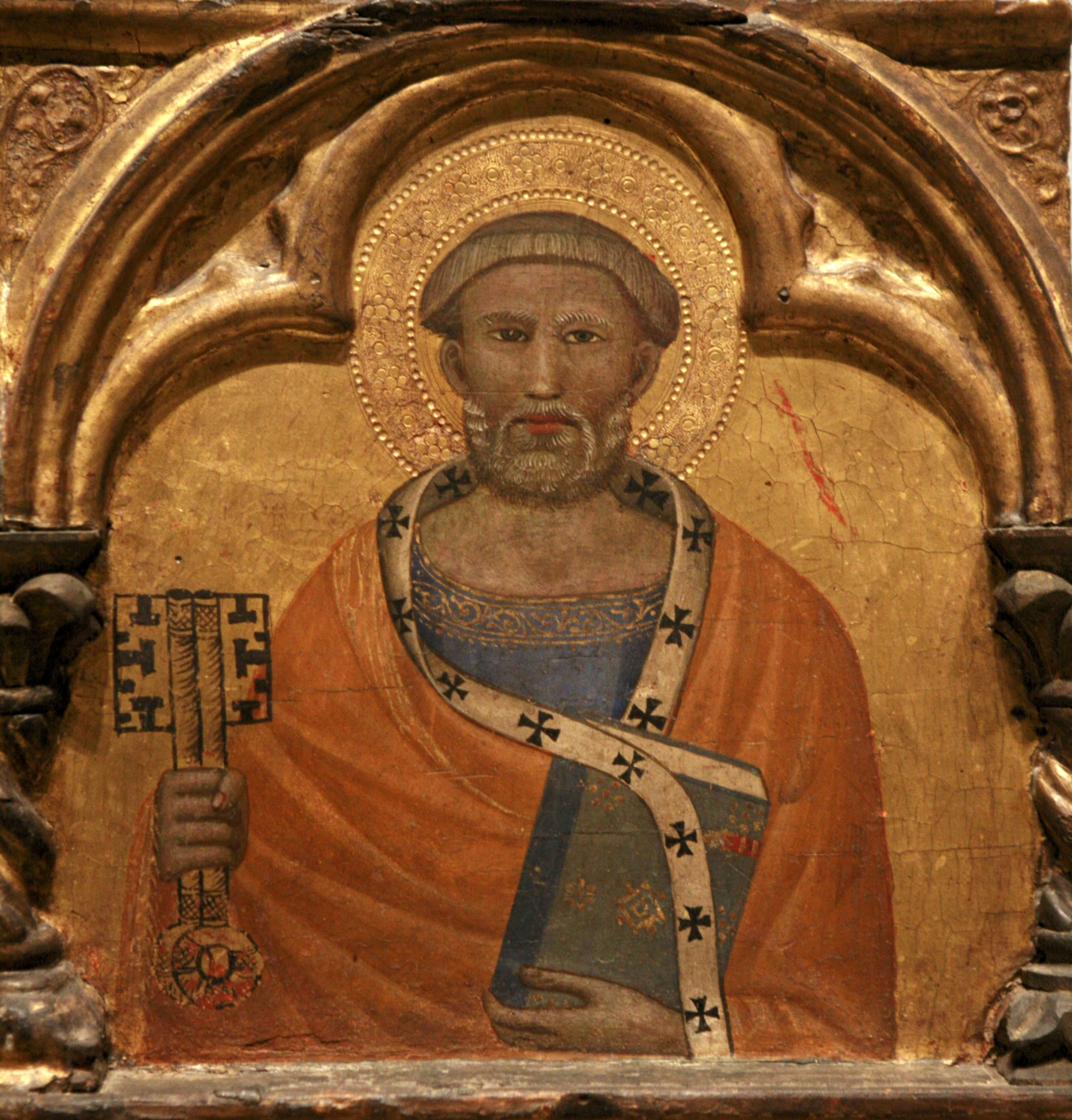
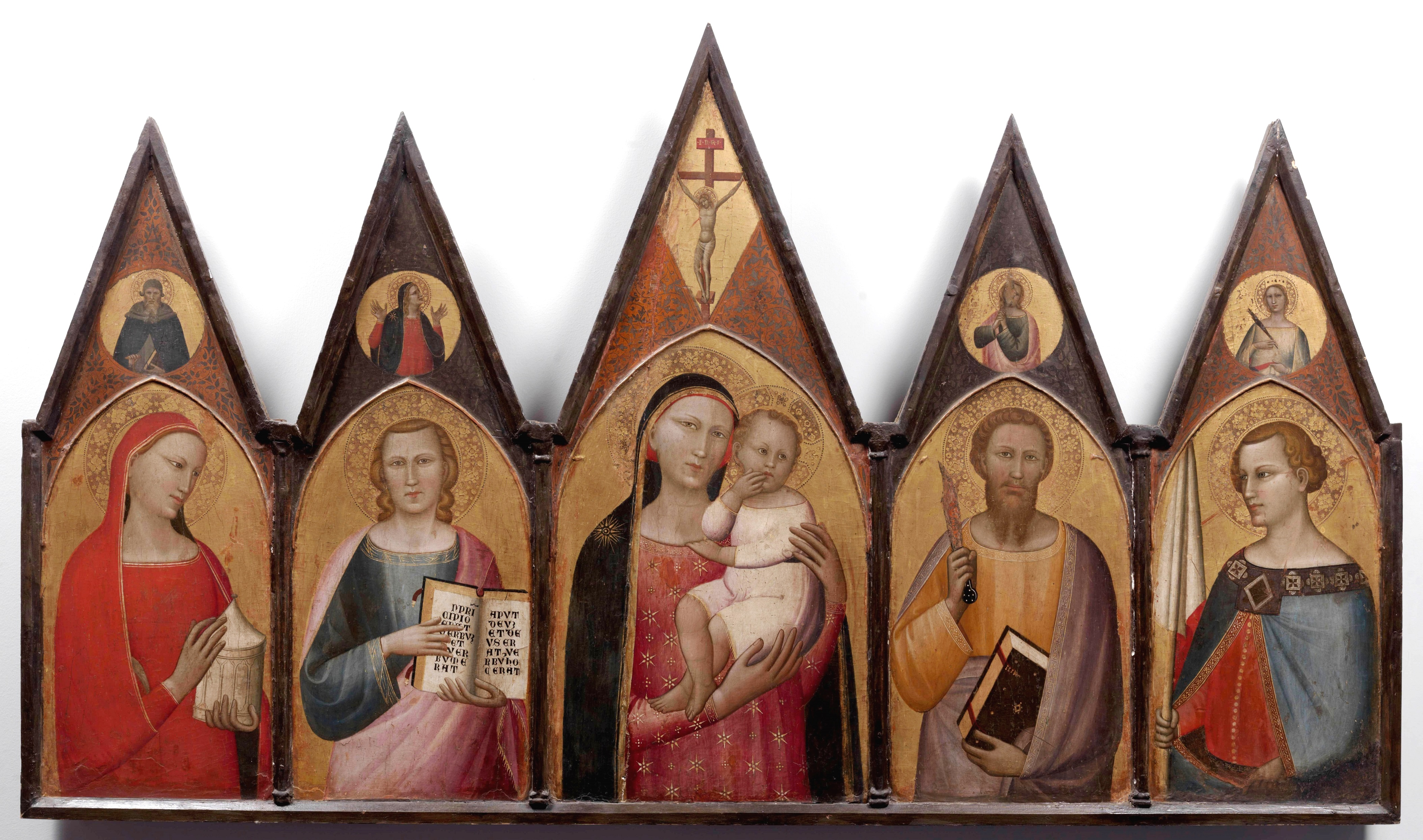
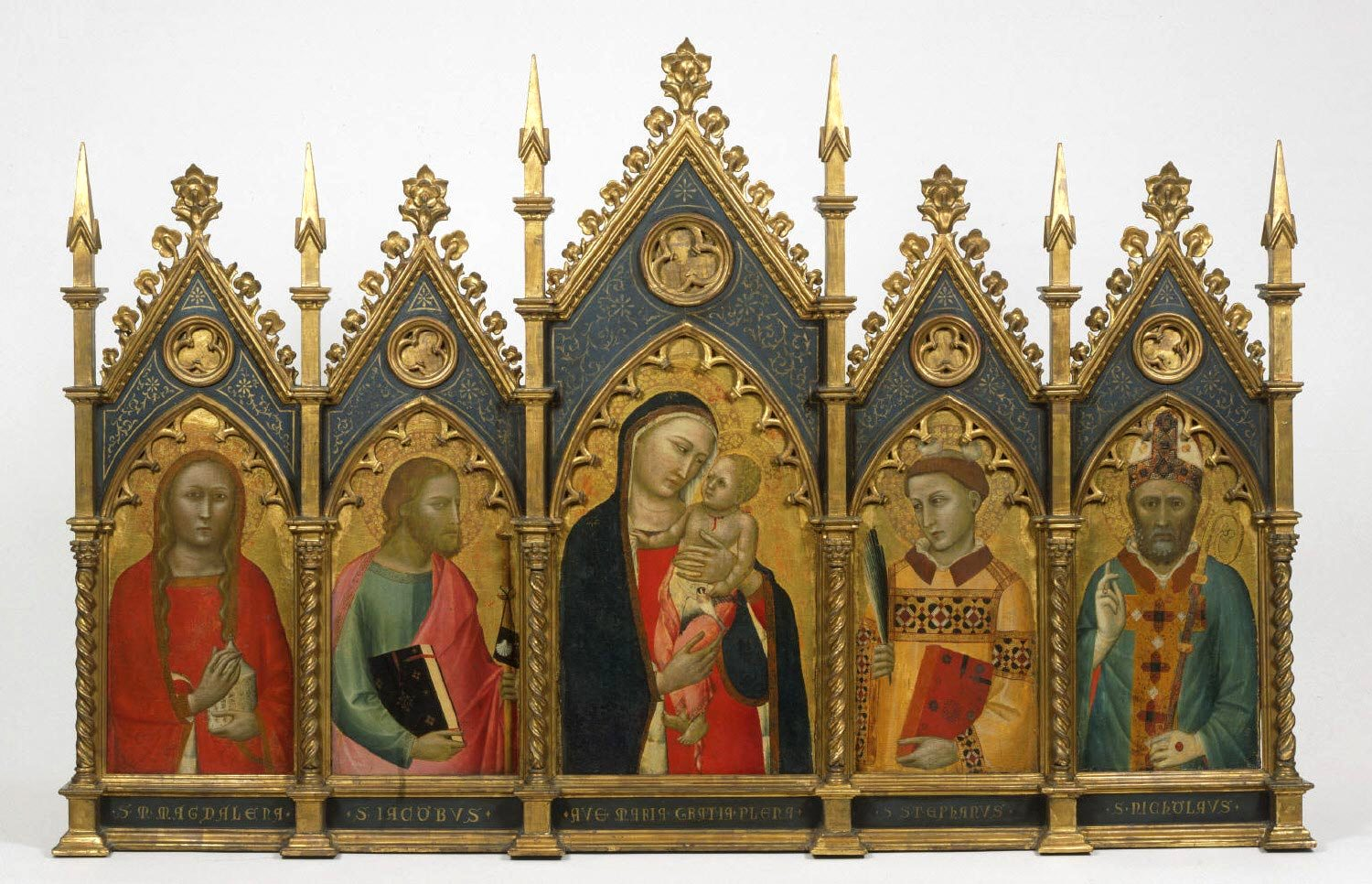
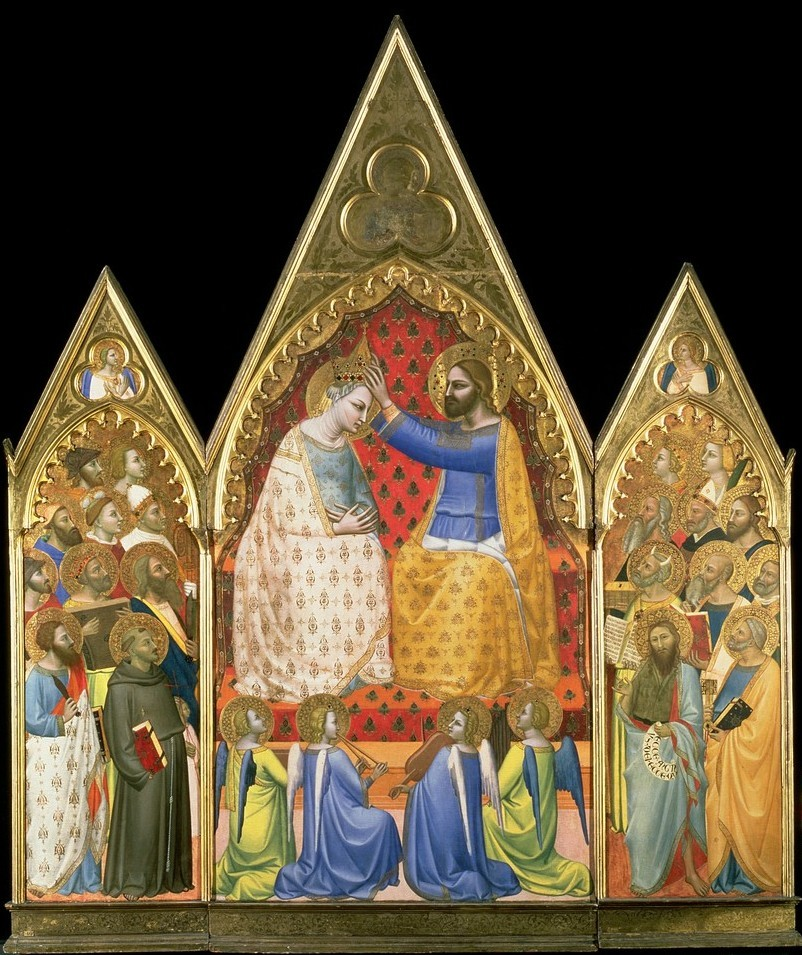
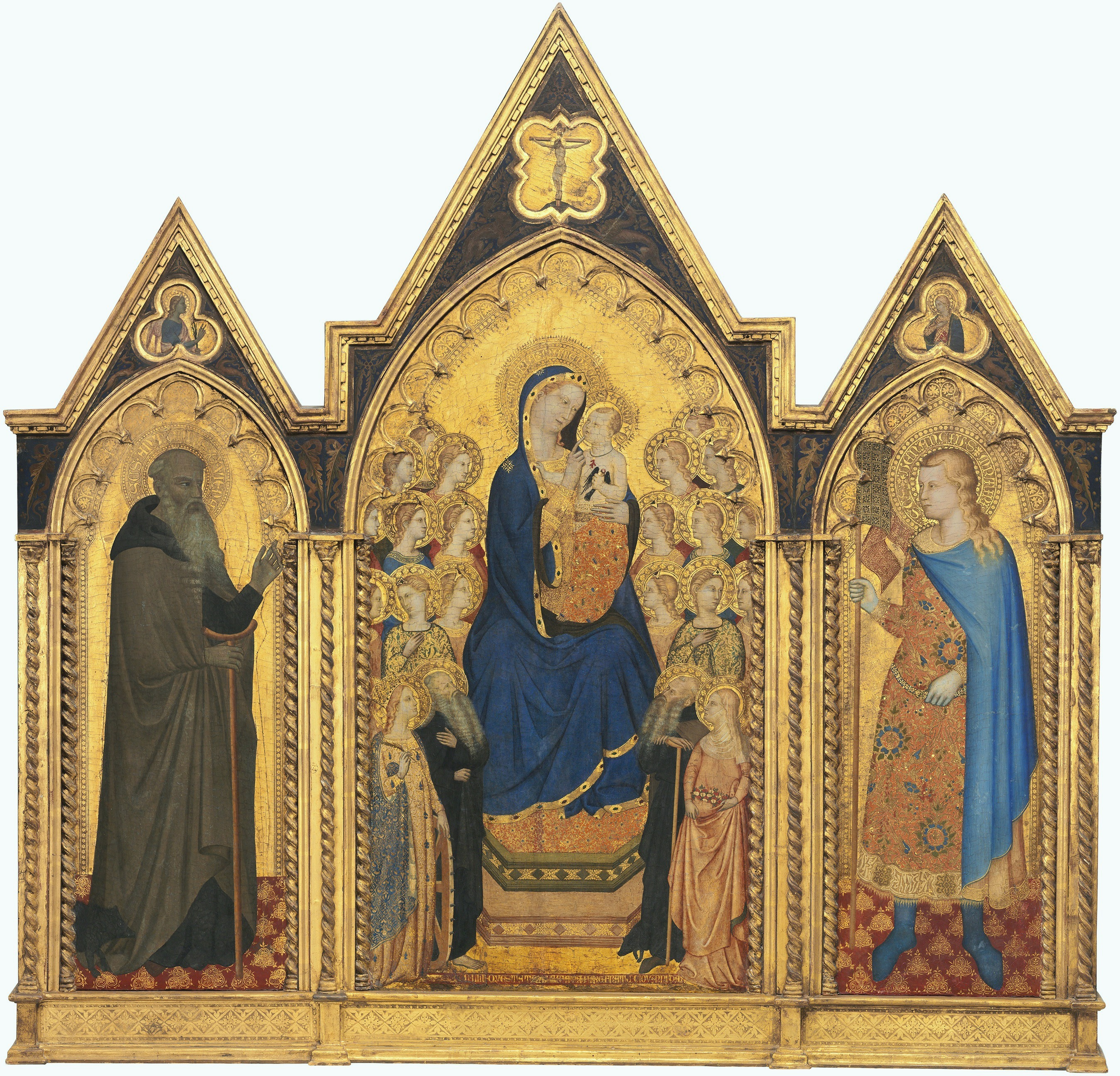
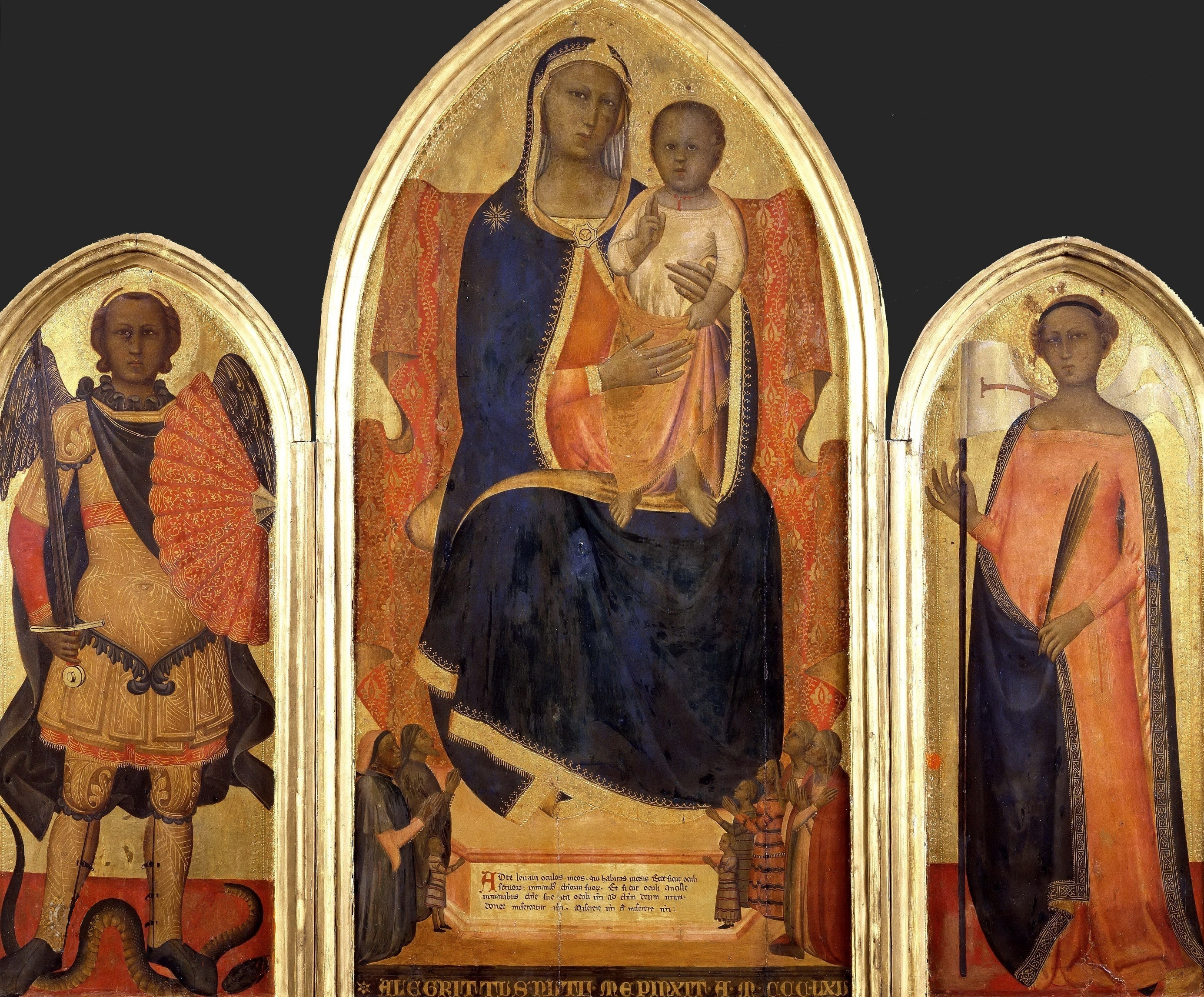
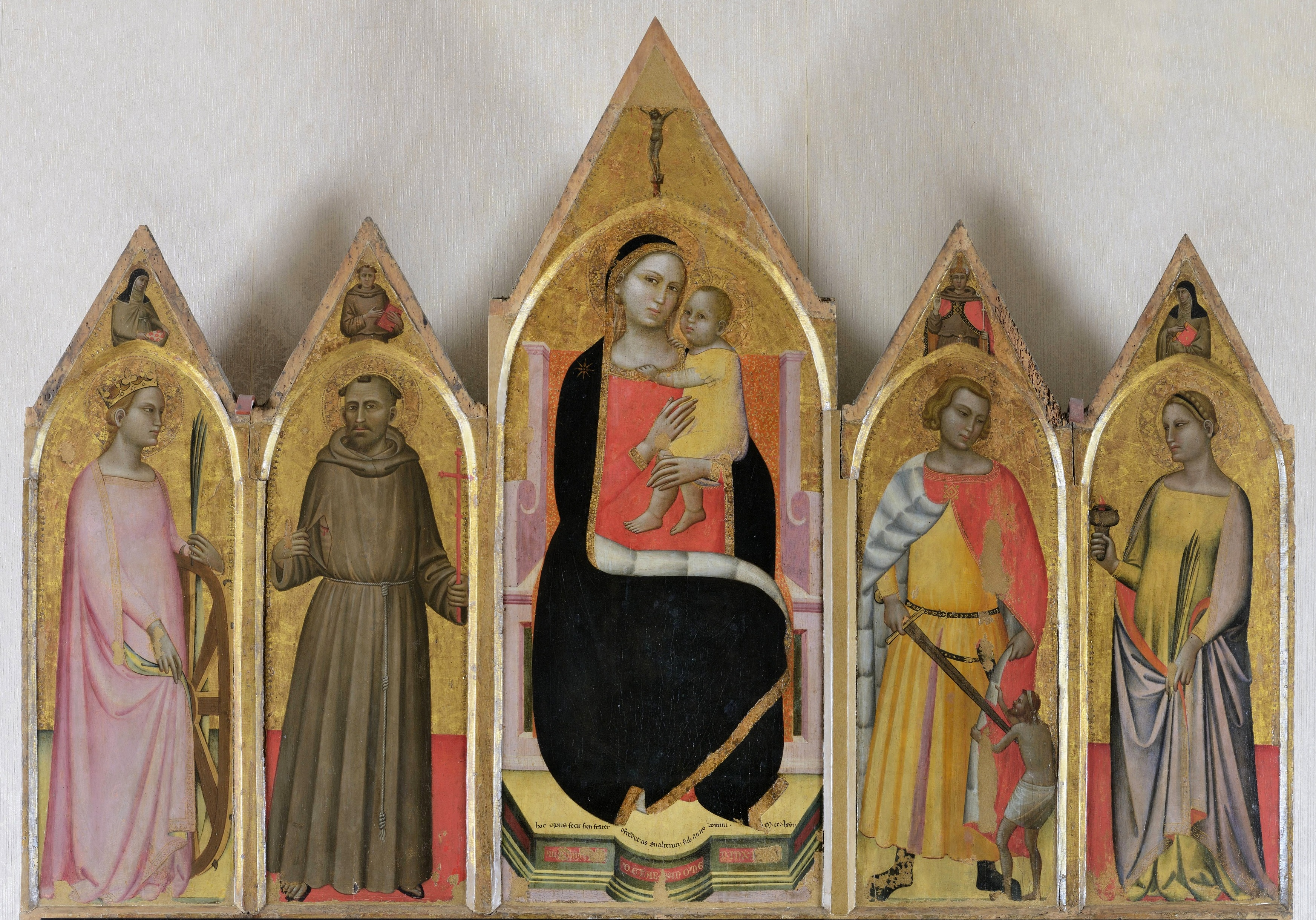
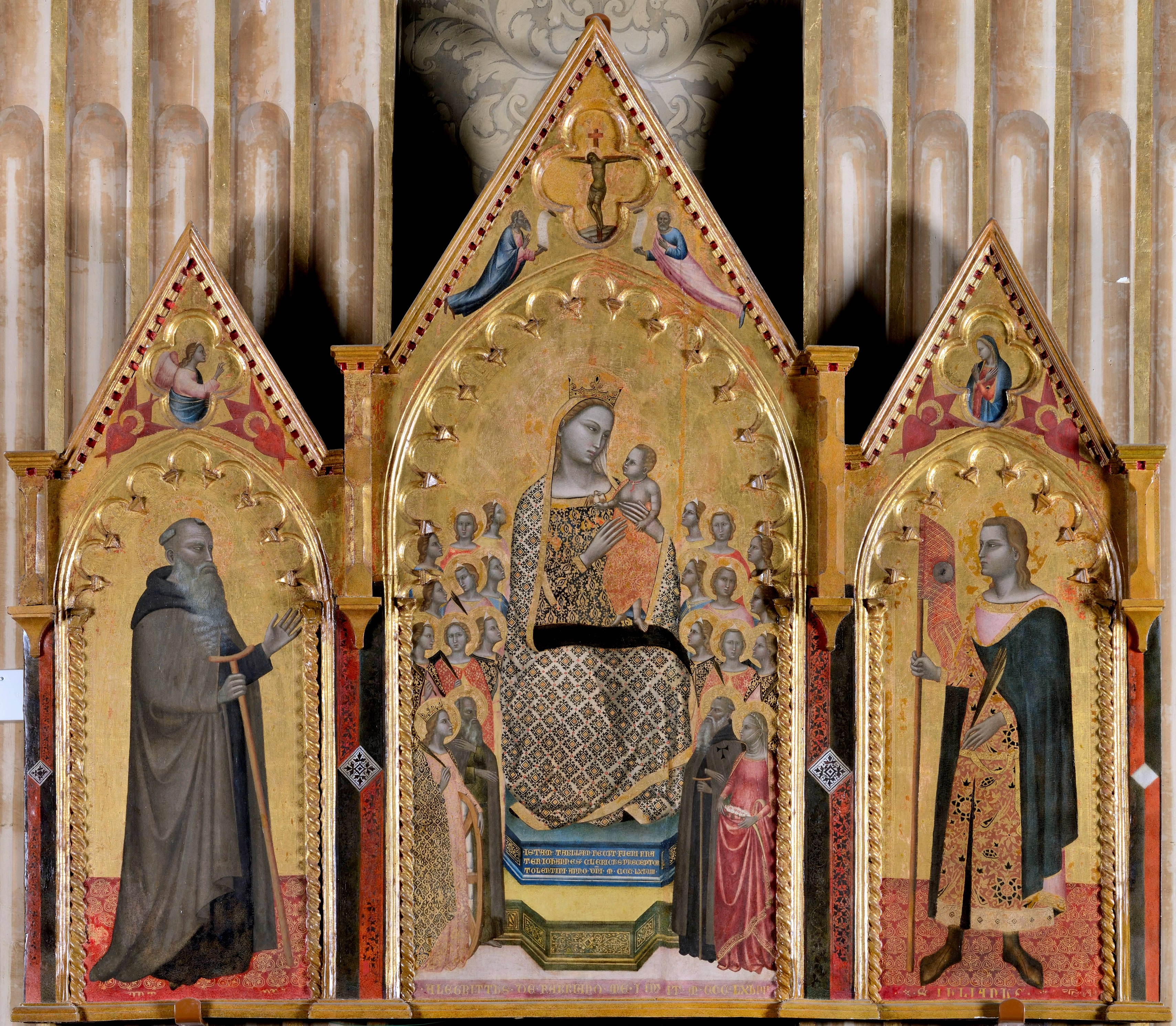

- Bibliothèque nationale de France: cb15084178p (data)
- Gemeinsame Normdatei: 121440818
- International Standard Name Identifier: 0000 0004 1717 9326
- Library of Congress Control Number: n2005041176
- RKD-Nederlands Instituut voor Kunstgeschiedenis: 60148
- Istituto Centrale per il Catalogo Unico: PUVV320565
- Système universitaire de documentation: 090048717
- Union List of Artist Names: 500031701
- Virtual International Authority File: 305115014
- WorldCat: E39PBJw93TtwjmbkGjT9fvRR8C